# ائوگمدائچا
ائوگمَداَئچا نسخهٔ پازند یکی از نامه‌های پهلوی و سرچشمهٔ بسیاری از لغت‌های فارسی است که مشتمل بر ۲۹ فقره از اوستا که ۲۸۰ واژه دارد و ترجمه و تفسیر آن شامل ۱۴۵۰ واژه است و با متن اوستایی همراه می‌باشد. فقط پنج فقرهٔ اوستایی آن در اوستای امروزین یافت می‌شود و ۲۴ فقرهٔ دیگر از کتاب‌های ازدست‌رفته است. این رساله راجع به حقانیت مرگ است و توصیه بدان که انسان باید همواره منتظر و آماده برای آن باشد. بنا به عقیدهٔ برخی از خاورشناسان، این رساله از آغاز اصل پهلوی نداشته و گویا اساساً به پازند نگاشته شده بود.
ائوگمدائچا یکی از بهترین رسالاتی است که از آیین مزدیسنا باقی مانده و کاملاً موافق دین زرتشتی است و نویسندهٔ آن اطلاع کاملی از دین خود داشته و برای قوت دادن مطالب خود ابداً محتاج به آیه‌سازی نبوده‌است.